# Félix Houphouët-Boigny
Vous lisez un « article de qualité » labellisé en 2008.
Félix Houphouët-Boigny est un homme politique français puis homme d'État ivoirien, né Dia Houphouët le 18 octobre 1905 à N'Gokro (village ayant précédé Yamoussoukro) selon la biographie officielle et mort le 7 décembre 1993 à Yamoussoukro.
Chef traditionnel, médecin, planteur et dirigeant syndical, il est notamment député français (1945-1959), membre de gouvernements français (1956-1961), président de l'Assemblée nationale ivoirienne (1953-1959), maire d'Abidjan (1956-1960), Premier ministre ivoirien (1959-1960) et premier président de la république de Côte d'Ivoire (1960-1993). « Père » de l'indépendance de son pays, fréquemment surnommé « Le Sage » ou « Le Vieux » (au sens africain du terme), il domine jusqu'à la fin de sa vie la politique de la Côte d'Ivoire et tient un rôle de premier ordre dans le processus de décolonisation de l'Afrique.
Il parvient à développer l'économie de la Côte d'Ivoire, notamment dans le secteur agricole, faisant de celle-ci un îlot de prospérité dans un continent miné par la pauvreté, ce qui donne lieu à l'expression de « miracle ivoirien ». Mais si l'exportation de cacao et de café fait la richesse du pays, elle provoque des difficultés dans les années 1980, après la chute brutale des cours des matières premières. Dès lors, son régime, dominé depuis l'indépendance par un parti unique, le PDCI, miné par une corruption endémique, devient de plus en plus insupportable pour la population touchée de plein fouet par la crise économique.
Partisan d'une relation spéciale avec la France, qu'il qualifie lui-même de « Françafrique », il est un puissant relais de Paris en Afrique, tout en étant un habile manipulateur de la classe politique française pendant ses trente-trois années de présidence. S'appuyant sur les réseaux d'influence de Jacques Foccart, proche du général de Gaulle, il permet à la France de garder, entre les influences des États-Unis et de l'Union soviétique, le contrôle de son « pré carré » pendant la guerre froide, tandis qu'il se taille ainsi une place toute particulière sur la scène africaine, notamment en Afrique francophone et dans le golfe de Guinée.
À la fin de sa vie, sa fortune est estimée entre sept et onze milliards de dollars.

## Enfance et formation

### Origines et éducation
Félix Houphouët-Boigny naît, selon sa biographie officielle, le 18 octobre 1905 à N'Gokro,. Toutefois, un doute subsiste sur l'exactitude de cette date ; chez les Baoulés, l'état civil n'existait pas encore à l'époque et il est donc fort probable que sa naissance soit antérieure à 1905.
Originaire d'un petit royaume akouè polythéiste, il est le fils d'un dénommé Houphouët qui lui donne à l'origine comme prénom Dia, pouvant signifier dans sa langue, « prophète » ou « magicien ». Le nom de son père provient du baoulé ufuɛ. Ce nom expiatoire est donné aux enfants nés aux abords d'un village ou dans une famille où plusieurs enfants sont morts successivement avant sa naissance. À son nom d'origine Dia Houphouët, il ajoute postérieurement le nom Boigny signifiant « le bélier » en baoulé,. Dia Houphouët-Boigny est le petit-neveu de la reine Yamousso et du chef du village, Kouassi N'Go. Lorsque ce dernier est assassiné en 1910, le jeune Dia est appelé à lui succéder à la tête de la chefferie. En raison de son jeune âge, son beau-père Gbro Diby (son père étant déjà mort) devient régent.
Compte tenu de son rang, l'administration coloniale décide de l'envoyer à l'école du poste militaire de Bonzi situé près du village puis, en 1915, à l'école primaire supérieure de Bingerville, ce malgré les réticences de sa famille. Cette même année à Bingerville, il se convertit au christianisme, considérant cette religion comme le signe de la modernité et un obstacle à l'islamisation : il se fait baptiser Félix.
Brillant élève, il intègre, en 1919, l'École normale William-Ponty où il obtient son diplôme d'instituteur et enchaîne, en 1921, avec l'École de médecine de l'Afrique-Occidentale française dont il sort major[pas clair] en 1925. Ces études de médecine étant enseignées de manière incomplète par le colonisateur, Houphouët ne peut prétendre qu'à la carrière d'un « médecin africain », médecin au rabais.

### «Médecin africain» engagé

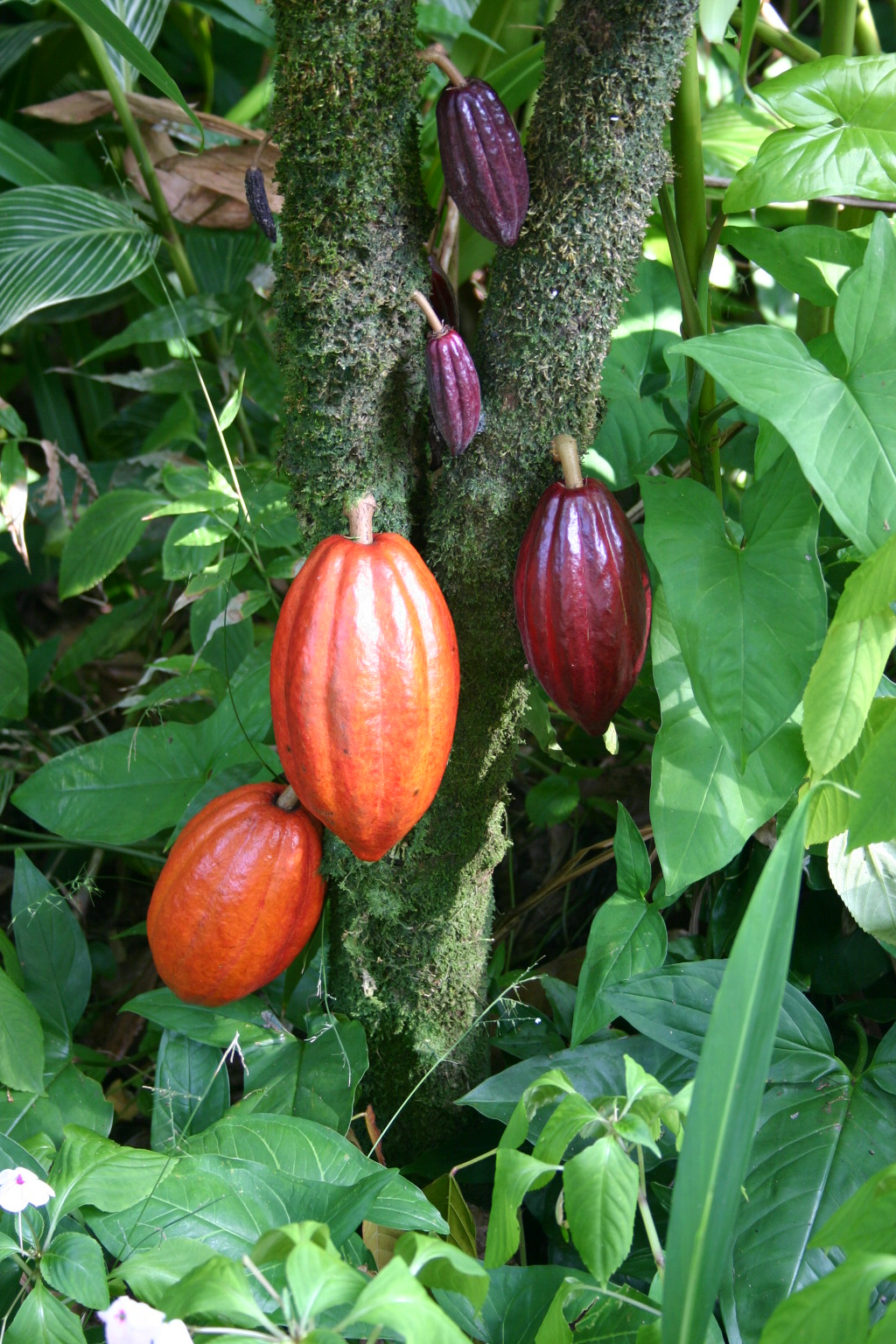
Un cacaoyer avec les gousses de fruits à différents stades de maturation.

Le 26 octobre 1925, Houphouët commence sa carrière en tant que médecin-auxiliaire à l'hôpital d'Abidjan où il fonde une « Amicale » regroupant le personnel médical indigène. L'entreprise tourne court ; l'administration coloniale voit d'un très mauvais œil cette association qu'elle assimile à une formation syndicale et décide de le muter, le 27 avril 1927, au service de Guiglo où les conditions sanitaires sont particulièrement éprouvantes. Toutefois, faisant preuve de véritables aptitudes professionnelles, il est promu à Abengourou, le 17 septembre 1929, à un poste réservé, jusque-là, aux Européens.
À Abengourou, Houphouët est confronté aux injustices dont sont victimes les cultivateurs de cacao indigènes exploités par les colons. Décidé à agir, il prend la tête, en 1932, d'un mouvement de planteurs africains hostile aux grands propriétaires blancs et à la politique économique du colonisateur qui les favorise. Le 22 décembre, il rédige, sous un pseudonyme, un article engagé « On nous a trop volés » qui paraît dans un éditorial socialiste publié en Côte d'Ivoire, le « Trait d'union ».
L'année suivante, Houphouët est appelé à prendre ses fonctions de chef de village mais, préférant poursuivre sa carrière, se désiste en faveur de son frère cadet Augustin. Cependant, afin de se rapprocher de son village, il obtient sa mutation à Dimbokro le 3 février 1934 puis à Toumodi le 28 juin 1936. Si jusque-là, Houphouët a fait preuve de réelles qualités professionnelles, son attitude déplait ; en septembre 1938, son chef de service lui demande de choisir entre son poste de médecin et son engagement dans la politique locale. Le choix est fait en 1939, son frère décède, il lui succède à la tête du royaume.

### Chef de canton et dirigeant syndical
En devenant chef, Houphouët devient l'administrateur du canton d'Akouè, représentant trente-six villages. Il reprend également en charge la plantation familiale qui est alors l'une des plus importantes du pays, et parvient à la développer en diversifiant les cultures de caoutchouc, de cacao et de café ; il devient ainsi un des plus riches planteurs africains.
Le 3 septembre 1944, dans le bar-dancing l'Etoile du sud, il crée le Syndicat agricole (SAA), en accord avec l'administration coloniale, dont il devient le président. Regroupant les planteurs africains mécontents de leur sort, le SAA, anticolonialiste et antiraciste, réclame de meilleures conditions de travail, une hausse des salaires et l'abolition du travail forcé. Ce syndicat rencontre rapidement le succès et reçoit l'appui de près de 20 000 planteurs, ce qui déplait fortement aux colons qui vont jusqu'à porter plainte contre Houphouët. L'écho de ce syndicat est tel qu'il se rend, au début de 1945, à Dakar pour expliquer la démarche du SAA à Pierre Cournarie, gouverneur général de l'AOF.
En octobre 1945, Houphouët est projeté sur la scène politique ; le gouvernement français, décidé à faire participer ses colonies à l'assemblée constituante, organise l'élection de deux députés en Côte d'Ivoire : l'un représentant les colons, l'autre les autochtones. Houphouët se présente et, grâce aux nombreux soutiens qu'il a acquis par son action syndicale, est élu au premier tour avec plus de 1 000 voix d'avance. Malgré cette victoire, l'administration coloniale décide d'organiser un second tour, le 4 novembre 1945, qu'il remporte avec 12 980 voix sur 31 081 suffrages exprimés. Pour son entrée en politique, il décide d'ajouter Boigny, signifiant « bélier » (symbole de son rôle de meneur) à son patronyme, devenant ainsi Félix Houphouët-Boigny.

## Acteur majeur de la scène politique française

### Député plaidant la cause des Africains

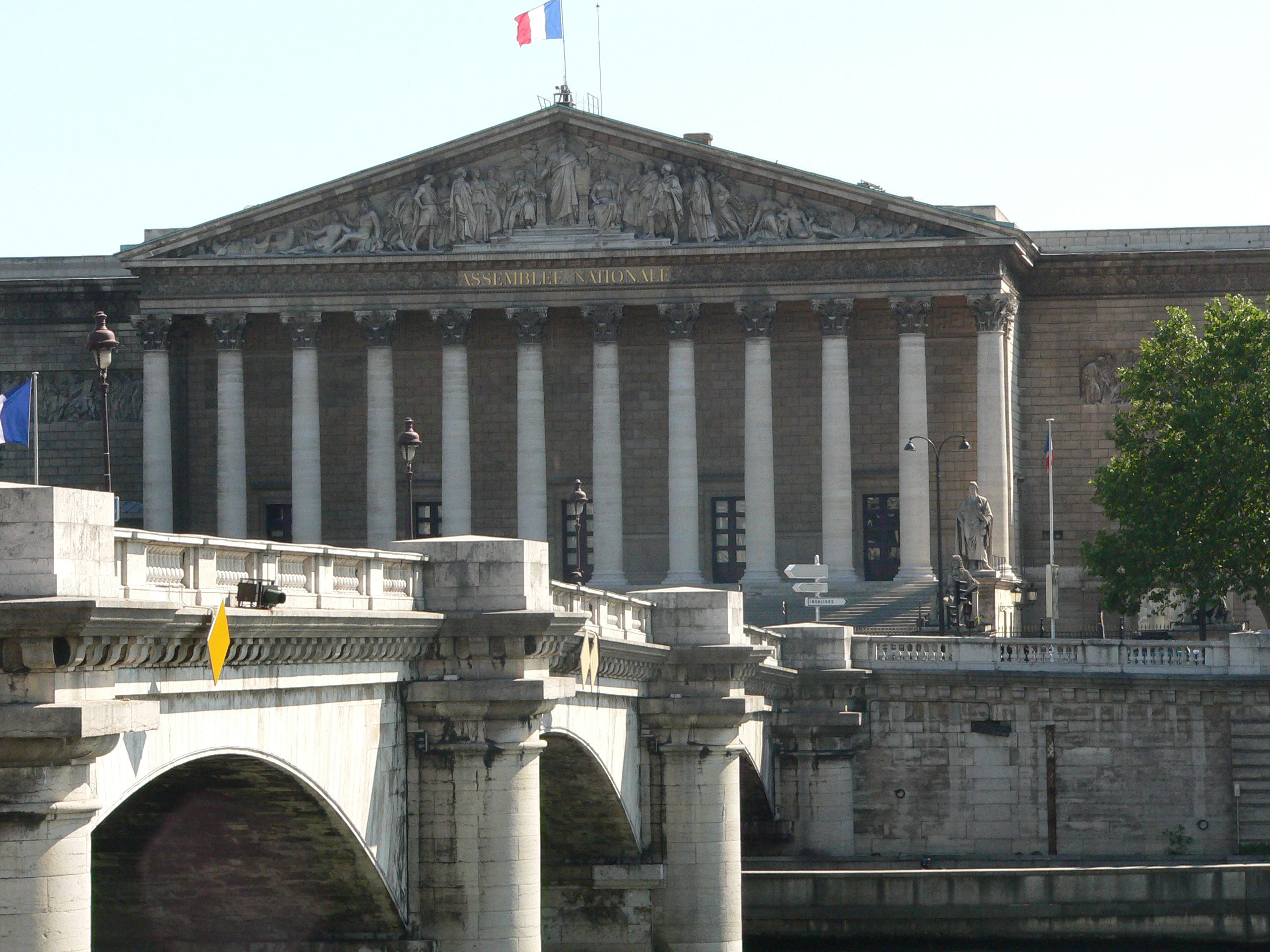
Le palais Bourbon, siège de l'Assemblée nationale française.

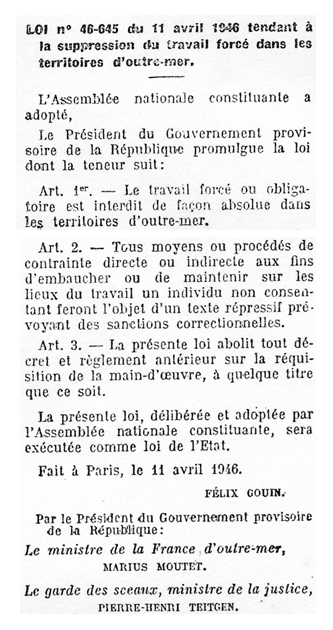
Fac-similé de la loi n°46-645 tendant à la suppression du travail forcé, Paris, 11 avril 1946

À l'Assemblée nationale, Houphouët-Boigny est nommé membre de la Commission des territoires d'outre-mer. Il s'attelle à mettre en application les revendications du SAA. Un projet de loi tendant à la suppression du travail forcé est ainsi adopté par l'Assemblée le 11 avril 1946 sous le nom de loi Houphouët-Boigny. Le 3 avril 1946, il propose d'unifier la réglementation du travail dans les territoires d'Afrique ; ce sera chose faite en 1952. Enfin, le 27 septembre 1946, il dépose un rapport sur le système de santé des territoires d'outre-mer qu'il invite à réformer.
Houphouët-Boigny milite également en faveur de l'Union française. Ce projet qui prévoit d'ériger les colonies en des départements et territoires français, est loin de faire l'unanimité chez les parlementaires métropolitains qui craignent de voir la France devenir la colonie de ses colonies. Tentant de les rassurer, Houphouët-Boigny leur répond qu'il n'existe, « à l'heure actuelle », aucun risque pour que les Africains submergent les parlementaires européens, mais, qu'en revanche, une telle union permettrait de stopper la double politique menée par la France : l'une « métropolitaine et démocratique », l'autre « coloniale et réactionnaire ».
Après l'adoption de la constitution de la IVe République, il est réélu sans difficulté avec 21 099 voix sur 37 888 des suffrages exprimés. Toujours membre de la Commission des territoires d'outre-mer (dont il devient secrétaire en 1947 et 1948), il est nommé, en 1946, à la Commission du règlement et du suffrage universel. Le 18 février 1947, il propose de réformer en profondeur le système des conseils généraux des territoires de l'AOF, de l'AEF et du Conseil fédéral afin qu'ils soient plus représentatifs des populations autochtones. Il réclame également, à de nombreuses reprises, la création d'assemblées locales en Afrique afin que les indigènes puissent faire l'apprentissage de leur autonomie et de la gestion.

### Fondateur du RDA et période communiste
Le 9 avril 1946, Houphouët-Boigny transforme, avec l'aide des Groupes d'études communistes d'Abidjan, le SAA en Parti démocratique de Côte d'Ivoire (PDCI). Ce dernier devient lui-même, après le Congrès de Bamako du 18 octobre 1946, une section territoriale du tout nouveau parti inter-africain : le Rassemblement démocratique africain (RDA) dont il est le président.
Pas assez nombreux pour former un groupe parlementaire, les élus africains sont contraints à s'apparenter à un des grands partis existants pour pouvoir siéger au Palais Bourbon. Le RDA s'affilie alors avec le PCF, seule formation politique ouvertement anti-colonialiste. Houphouët-Boigny justifie lui-même cette alliance par le fait qu'elle semblait, à l'époque, être la seule solution pour se faire entendre :
« Dès avant la création du RDA, cette alliance avait servi notre cause : en mars 1946, l'abolition du travail obligatoire fut adoptée à l'unanimité, sans vote, grâce à notre alliance tactique »
Pendant ses séjours à Paris, il se rend en limousine noire à l'école des cadres du PCF. Fort de ce contraste, il se défend de toute sympathie communiste : « Est-ce que moi, Houphouet, chef traditionnel, médecin, grand propriétaire, catholique, on peut dire que je suis communiste ? ».
Au fur et à mesure que la guerre froide s'affirme, l'alliance communiste devient de plus en plus préjudiciable pour le RDA, d'autant plus que, en 1947, le PCF passe dans l'opposition. L'administration française manifeste une hostilité grandissante au RDA et à son président qu'elle identifie comme un « stalinien ».
La répression contre son parti, le PDCI, s'accentue en Côte d'Ivoire. Des militants sont régulièrement arrêtés et battus par des policiers, avec parfois des actes de tortures ; d'autres sont renvoyés de leurs emplois. L'un des principaux dirigeants du parti, le sénateur Victor Biaka Boda, est retrouvé pendu et déchiqueté dans la forêt, alors qu'il était recherché par la police. Houphouët-Boigny prend peur, pour sa vie et pour l'existence du mouvement. Les tensions atteignent leur apogée au début de 1950, quand, à la suite d'un incident, la quasi-totalité de la direction du PDCI est arrêtée. Des rassemblements de protestation sont organisés ; alors que la police tire à blanc pour disperser la foule, des colons tirent à balles réelles, tuant treize manifestants. Au lieu de rechercher les auteurs du massacre, les autorités, craignant des émeutes, font arrêter des milliers de militants nationalistes.
Pour désamorcer la crise, le président du Conseil, René Pleven, confie à son ministre de la France d'outre-mer, François Mitterrand, la mission de détacher le RDA du PCF. Conscient d'être dans une impasse, Houphouët-Boigny accepte en octobre 1950 de rompre avec les communistes et de ne plus contester l'Union française après une rencontre avec François Mitterrand dans le bureau de ce dernier. Celui-ci indique : « je l'ai traité un peu durement. Je l'ai prévenu que j'allais doubler les garnisons en Afrique et que je le tiendrais pour responsable d'éventuels troubles. Je lui ai expliqué que les revendications humaines, sociales et économiques auraient mon plein appui si elles étaient justifiées. Mais que je n'admettrais pas qu'elles prennent un caractère politique. » Lors des élections législatives de 1951, il présente une liste commune avec le parti de Mitterrand, l'Union démocratique et socialiste de la Résistance (UDSR) dont l'affiliation devient officielle en 1952.
Un rapport des autorités militaires françaises daté de 1954 souligne que Houphouët-Boigny « mena son jeu seul avec beaucoup de souplesse, de tergiversations, de roueries dignes de Machiavel, se gardant bien de convoquer, soit le Comité de coordination, soit le congrès du parti. qui auraient pu s'opposer à cette volte-face pour devenir progressivement un parti pro-administratif. » Le secrétaire général du RDA, Gabriel d'Arboussier, dénonce cette nouvelle ligne et quitte le parti. De même, l'Union des populations du Cameroun, l'Union démocratique sénégalaise et l'Union démocratique nigérienne refusent de rompre leurs rapports avec le PCF et la CGT.

### Réhabilitation et entrée au gouvernement
Conservant l'image d'un communiste, bien que s'en défendant, il est le seul député RDA réélu en Côte d'Ivoire en 1951. C'est pourquoi, le 24 août 1951, il prononce un discours à l'Assemblée nationale où il conteste le résultat des élections qu'il déclare entaché de fraudes. Il dénonce aussi l'instrumentalisation des députés d'outre-mer comme « machines à voter ». Houphouët-Boigny et le RDA vivent alors une véritable période de purgatoire avant de renouer avec le succès en 1956 ; lors des élections de cette année, le grand parti de masse africain reçoit 502 711 voix sur 579 550 suffrages exprimés. Son chef, désormais, fait figure de modéré. Il ne dira rien contre la guerre en Indochine ou contre le vote de pouvoirs spéciaux à Guy Mollet pour soumettre l'insurrection du Front de libération nationale en Algérie.
Nommé membre de la Commission du suffrage universel, des lois constitutionnelles, du règlement et des pétitions, Houphouët-Boigny entre également au gouvernement le 1er février 1956 en qualité de ministre délégué à la présidence du Conseil dans le gouvernement Guy Mollet ; poste qu'il occupe jusqu'au 13 juin 1957. Sa principale réalisation, dans ces fonctions, est la création d'une organisation commune de régions sahariennes qui permettrait d'assurer l'indépendance énergétique de l'Union française, et de contrer les revendications territoriales marocaines dans le Sahara.
Par la suite, Houphouët-Boigny devient ministre de la Santé publique et de la Population dans le gouvernement Félix Gaillard du 6 novembre 1957 au 14 mai 1958. Il essaie de réformer le code de la santé publique.
Il est à de nombreuses reprises, ministre d'État sous :
- le gouvernement Maurice Bourgès-Maunoury du 13 juin au 6 novembre 1957[3]
- le gouvernement Pierre Pflimlin du 14 au 17 mai 1958[3]
- le gouvernement Charles de Gaulle (3) du 1er juin 1958 au 8 janvier 1959[3]
- le gouvernement Michel Debré du 8 janvier au 20 mai 1959[25]

En cette qualité, il participe à l'élaboration de la politique africaine de la France, notamment dans le domaine culturel. Sous son impulsion seront créés le Bureau des étudiants de la France d'outre-mer, et l'Université de Dakar. Le 4 octobre 1958, Houphouët-Boigny est un des signataires, aux côtés de De Gaulle, de la constitution de la Ve République. Il connaît personnellement le Général, qui le tient en haute estime.
Le dernier poste qu'il occupe est celui de ministre conseiller du gouvernement Michel Debré du 23 juillet 1959 au 19 mai 1961.

## À la tête de la Côte d'Ivoire

### Partisan de l'autonomie
À la suite de l'adoption, le 23 juin 1956, de la loi-cadre Defferre donnant l'autonomie aux colonies africaines, une élection territoriale est organisée en Côte d'Ivoire le 3 mars 1957, au cours de laquelle le PDCI remporte une victoire écrasante. Houphouët-Boigny, qui occupait déjà les fonctions de ministre en France, de président de l'Assemblée territoriale depuis 1953 (ayant succédé à Victor Capri Djédjé) et de maire d'Abidjan depuis novembre 1956, décide de placer à la vice-présidence de la Côte d'Ivoire Auguste Denise, même s'il reste, pour Paris, le seul interlocuteur de la colonie.
Le 7 avril 1957, le chef du gouvernement du Ghana, Kwame Nkrumah, en déplacement en Côte d'Ivoire, appelle toutes les colonies d'Afrique à prendre leur indépendance ; Houphouët-Boigny lui rétorque alors :
« Votre expérience est fort séduisante… Mais en raison des rapports humains qu'entretiennent entre eux Français et Africains et compte tenu de l'impératif du siècle, l'interdépendance des peuples, nous avons estimé qu'il était peut-être plus intéressant de tenter une expérience différente de la vôtre et unique en son genre, celle d'une communauté franco-africaine à base d'égalité et de fraternité. »
Contrairement à de nombreux dirigeants africains qui réclament une indépendance immédiate, Houphouët-Boigny souhaite une transition en douceur au sein de l'« ensemble français » car, selon lui, l'indépendance politique sans l'indépendance économique ne vaut rien. Aussi, donne-t-il rendez-vous à Nkrumah dans dix ans afin de voir lequel des deux eut choisi la meilleure voie.
Tout naturellement, il fait campagne pour le « oui » lors du référendum pour la Communauté franco-africaine, proposé par de Gaulle le 28 septembre 1958. Seul son protégé guinéen, Ahmed Sékou Touré ose dire « non » préférant, à l'inverse d'Houphouët-Boigny, « la liberté dans la pauvreté à la richesse dans l'esclavage ». Malgré ce succès, la Communauté franco-africaine s'écroule peu de temps après, poussée par la fédération du Mali qui souhaite l'indépendance. Le 7 août 1960, Houphouët proclame à contrecœur, l'indépendance de la Côte d'Ivoire.

### Instauration du pouvoir personnel
Houphouët-Boigny prend officiellement la tête du gouvernement ivoirien le 1er mai 1959. Il ne souffre d'aucune opposition en ce qui concerne les partis rivaux, le PDCI les ayant tous neutralisés en 1957 (devenant de facto unique), mais il est en revanche, confronté à une opposition interne. Des nationalistes radicaux, menés par Jean-Baptiste Mockey, se dressent ouvertement contre sa politique francophile. Pour résoudre ce problème, Houphouët-Boigny décide de se débarrasser de cet opposant en fomentant, en septembre 1959, le « complot du chat noir » où Mockey, accusé d'avoir tenté de l'assassiner avec des fétiches maléfiques, est exilé.
En 1960, Houphouët-Boigny se lance dans la rédaction d'une nouvelle constitution. Il s'inspire de la constitution américaine qui établit un exécutif puissant, et de la constitution française de 1958 qui limite certains pouvoirs du législatif. Il transforme donc l'Assemblée nationale en une simple chambre d'enregistrement votant les lois et le budget ; les députés sont désignés directement par lui, et le PDCI, totalement inféodé au président, doit se contenter de servir comme simple intermédiaire entre les masses populaires et l'État.

#### Faux «complot de janvier 1963» et dictature
Mais, malgré ces mesures, des protestations émanent encore de l'intérieur, principalement des Jeunesses du rassemblement démocratique africain de Côte d'Ivoire (JRDACI). Pour les faire taire, Houphouët-Boigny profite du putsch réalisé au Togo et qui ébranle toute l'Afrique francophone pour les accuser de « menées subversives d'inspiration communiste » ; trois ministres, sept députés et 129 autres personnes issus des JRDACI sont alors incarcérés. Toutefois, ce faux « complot de janvier 1963 » n'a pas le succès escompté puisqu'un fort sentiment d'injustice se développe, avec de nouvelles contestations. Houphouët-Boigny réagit en août 1963, cette fois-ci de façon beaucoup plus radicale. Les nouveaux « comploteurs » désignés sont les sympathisants communistes ivoiriens appuyés par les dirigeants africains progressistes (Kwame Nkrumah, Ahmed Ben Bella, Gamal Abdel Nasser), mais aussi les francs-maçons, les tenants du multipartisme, les anciens opposants au PDCI, les jeunes diplômés revenus de France imprégnés d'idéologie marxiste-léniniste, et certaines régions du pays qui exprimaient une certaine antipathie envers le régime (pays Sanwi et Bété de Gagnoa). Un climat de terreur s'abat sur la Côte d'Ivoire avec la création, le 26 août, d'une milice au service du parti regroupant 6 000 hommes, et l'arrestation, durant un an, de très nombreux « mauvais citoyens » dont sept ministres (Jean-Baptiste Mockey) et six députés. Houphouët-Boigny gouverne dès lors en dictateur.
Les détails ne seront vraiment connus qu'en 1997, avec le livre de l'un des « comploteurs » Samba Diarra, Les Faux Complots d'Houphouët-Boigny.
Toutefois, ayant consolidé son pouvoir, il libère les prisonniers politiques en 1967. Il est réélu président à chaque élection sans aucune opposition.
Afin de déjouer toute tentative de putsch, le président ivoirien réduit au strict minimum les Forces armées nationales de Côte d'Ivoire (FANCI), créées le 27 juillet 1960. La défense est alors confiée aux forces armées françaises qui, par le traité de coopération en matière de défense du 24 avril 1961, stationnent à Port-Bouët et peuvent intervenir dans le pays à la demande d'Houphouët-Boigny ou lorsqu'elles considèrent que les intérêts français sont menacés. Elles interviennent ainsi lors des tentatives sécessionnistes organisées par les monarchistes du Sanwi en 1959 et 1969, puis, en 1970, lors de la création d'un groupement politique non autorisé, le Mouvement éburnéen mené par Kragbé Gnagbé, que le président ivoirien accuse de vouloir faire sécession,.

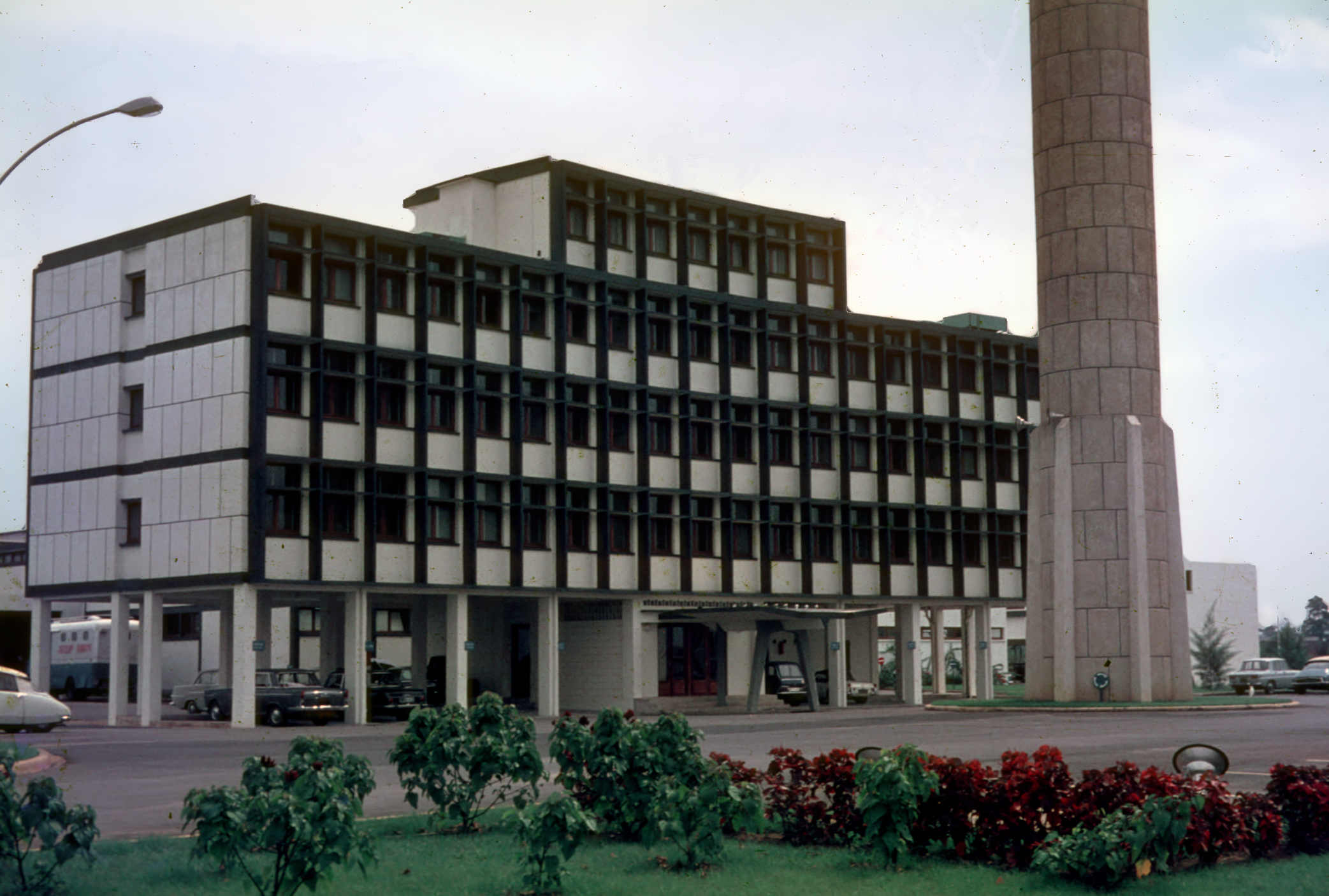
Siège de la RTI.

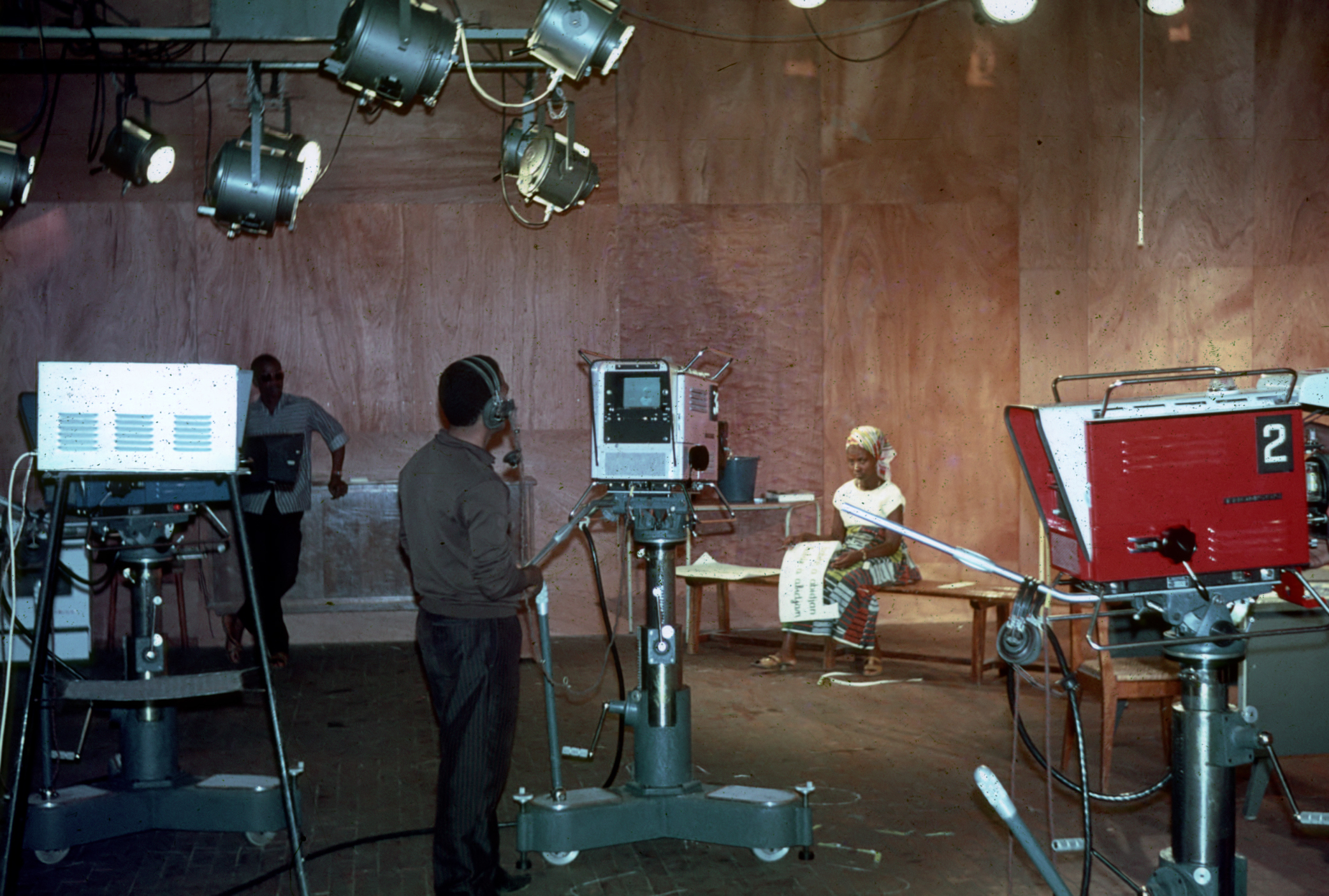
Enregistrement d'une émission d'alphabétisation, en 1966.

Cette décennie est marquée par le développement de la RTI (Radiodiffusion télévision ivoirienne), radio et télévision rattachées au ministère des Forces armées. 
Son rôle est notoire dans deux domaines :
- L'alphabétisation en brousse : chaque case à « palabre » de chacun des principaux villages de Côte d'Ivoire est équipée en deux ans d'un groupe électrogène, d'un mat de réception de 13 mètres et d'une télévision, recevant ainsi en direct les cours d'alphabétisation réalisés par une équipe française.
- La parole politique : souvent des émissions politiques sont organisées avec de fréquentes interventions du président d'Houphouët-Boigny..

### Face aux chefs de l'opposition

#### Gbagbo symbole de l'opposition
Laurent Gbagbo, syndicaliste actif dans les années 1970 dont l'enseignement est jugé « subversif », est emprisonné avec son épouse Simone Ehivet Gbagbo à Séguéla et à Bouaké de mars 1971 à janvier 1973 par Houphouët. Après sa libération, il travaille comme chercheur à l'Institut d'histoire, d'art et d'archéologie africaine de l'Université d'Abidjan, et en devient le directeur en 1980.
Laurent Gbagbo se fait connaître lors des manifestations étudiantes du 9 février 1982, dont il est un des principaux instigateurs, et qui provoquent la fermeture des universités et des grandes écoles. C'est durant cette année qu'il crée dans la clandestinité notamment avec Simone Gbagbo, le futur Front populaire ivoirien (FPI). Son exil en France est l'occasion de promouvoir le FPI et son programme de gouvernement. Bien qu'idéologiquement proche du PS et personnellement de Guy Labertit, le gouvernement socialiste français tente de l'« ignorer » afin de ménager Houphouët. Ce n'est que trois ans plus tard que Gbagbo obtient son statut de réfugié politique, et ce grâce à un recours. Cependant, il subit des pressions françaises pour retourner dans son pays, Houphouët s'inquiétant de le voir développer un réseau de contacts, et trouvant que « son remuant opposant serait beaucoup moins encombrant à Abidjan qu'à Paris ».
En 1988, il rentre en Côte d'Ivoire, Houphouët lui ayant implicitement accordé son pardon en déclarant que « l'arbre ne se fâche pas contre l'oiseau ». Le 28 octobre 1990 a lieu l'élection présidentielle, avec pour la première fois une candidature autre que celle de Félix Houphouët-Boigny : celle de Laurent Gbagbo. Ce dernier remporte 18,3 % des suffrages, ce qui lui confère le statut de chef de l'opposition. Lors des élections législatives du 25 novembre 1990 le FPI obtient 9 sièges sur 175 ; Gbagbo, lui-même, est élu dans la circonscription de Ouaragahio où se trouve sa ville natale.
En mai 1991, puis en février 1992 ont lieu d'importantes manifestations étudiantes. Le 18 février (Alassane Ouattara étant alors premier ministre), Laurent Koudou Gbagbo est arrêté, et condamné le 6 mars à deux ans de prison mais il est libéré en août.

#### Wodié l'autre opposant
Dès 1961, Francis Wangah Romain Wodié, le membre fondateur de la LIDHO, du SYNARES et ancien président de la section ivoirienne d'Amnesty International est harcelé par le régime de Félix Houphouët-Boigny pour ses activités jugées « subversives », du fait de son engagement syndicaliste,. Un an plus tard il est emprisonné pour peu de temps. En 1973, toujours harcelé par le régime présidentiel, il s'exile en Algérie. Ce n'est qu'en 1990 lorsque le multipartisme est autorisé, que Francis Wodié en profite pour créer le PIT, parti marginal de l'opposition. Élu député de Cocody la même année, il est le seul parlementaire de son parti.

### Prospérité des années 1960-1970

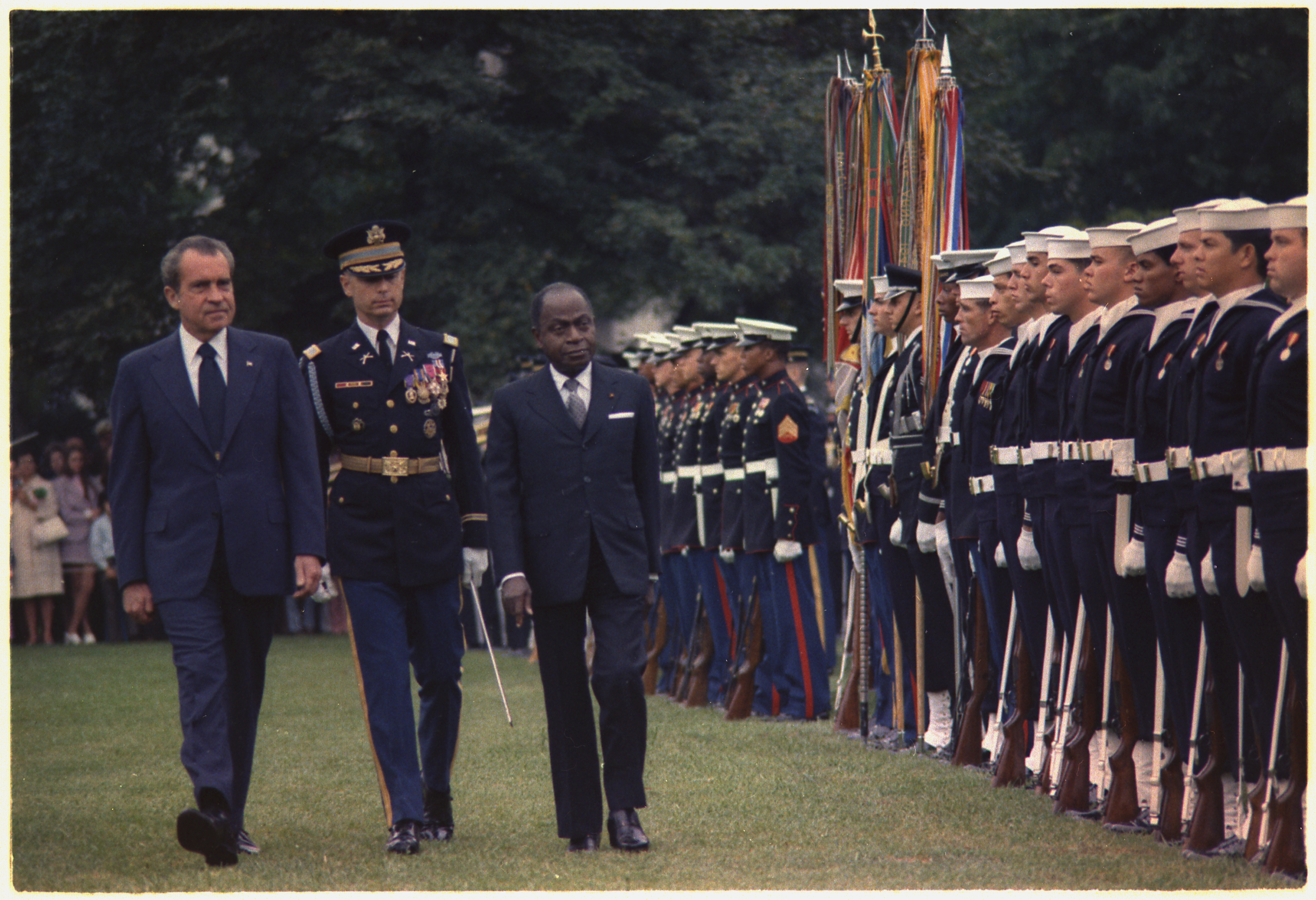
Félix Houphouët-Boigny, lors d'une cérémonie officielle d'arrivée aux États-Unis avec Richard Nixon le 9 octobre 1973.

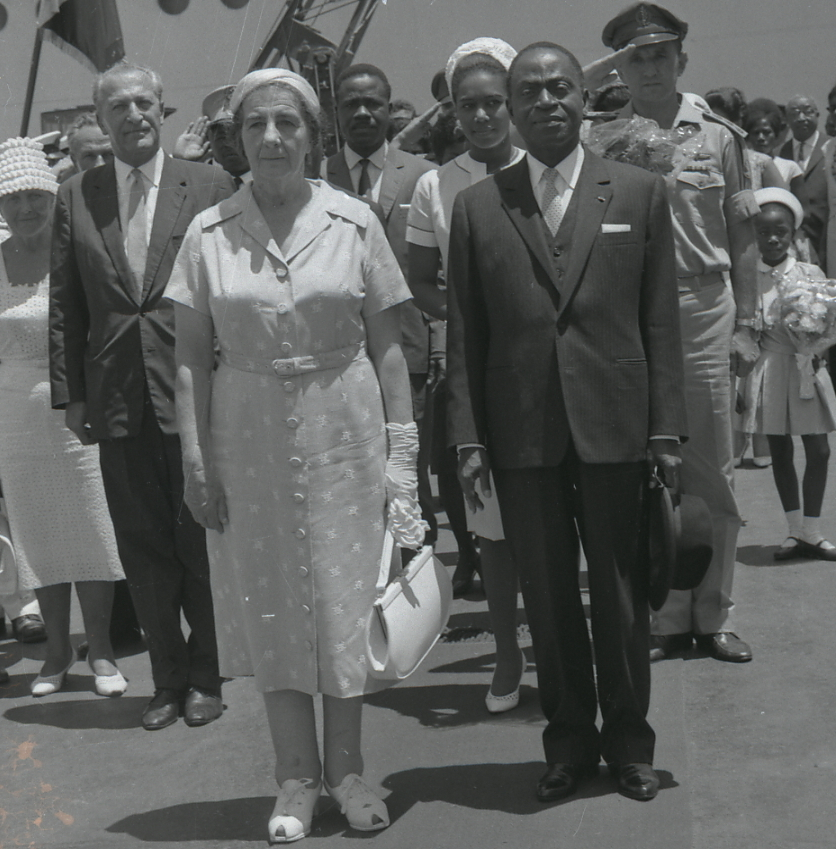
Boigny avec Golda Meir, 1962

Si Houphouët-Boigny était un dictateur, il n'était pas moins conscient des réalités du marché. Il opte pour le libéralisme économique afin de bénéficier de la confiance de nombreux investisseurs étrangers, notamment français. Les avantages accordés par son code des investissements de 1959, permettent aux entreprises étrangères de rapatrier jusqu'à 90 % de leurs bénéfices dans leur pays d'origine (les 10 % restants étant obligatoirement réinvestis en Côte d'Ivoire). Il développe également une politique de modernisation des infrastructures avec, notamment, l'édification du quartier d'affaires du Plateau à Abidjan (sur le modèle nord-américain) où des hôtels de luxe accueillent touristes et hommes d'affaires. Ainsi, la Côte d'Ivoire connaît une croissance de 11 à 12 % durant la période de 1960 à 1965. Le PIB, multiplié par douze (en volume constant) entre 1960 et 1978, passe de 145 à 1 750 milliards de francs CFA, tandis que la balance commerciale ne cesse d'enregistrer des excédents.
L'origine de cette réussite économique est née du choix du président de privilégier le secteur primaire au secondaire. De cette manière, l'agriculture intensive connaît un développement fulgurant : entre 1960 et 1970, les cultures de cacao triplent leur production atteignant 312 000 tonnes, celles de café augmentent de moitié, passant de 185 500 à 275 000 tonnes tandis que les exportations de bois passent entre 1950 et 1965 de 90 000 à 1 250 000 tonnes. Si ces derniers représentent 80 % des exportations de la Côte d'Ivoire, celles de bananes s'élèvent tout de même en 1965 à 150 000 tonnes et celles d'ananas à 40 000 tonnes. Par ailleurs, les cultivateurs du nord sont vivement encouragés à développer la culture du coton dans leur région. Toutefois, l'État ivoirien, par l'intermédiaire de la Caisse de stabilisation et de soutien des prix des productions agricoles (Caistab) qui garantit, chaque année, un prix d'achat minimum aux productions des planteurs (inférieur à ceux du marché mais jugé satisfaisant), se garde le monopole sur les exportations de café, de cacao et de coton. Des ressources considérables sont ainsi dégagées pour financer les projets nationaux.

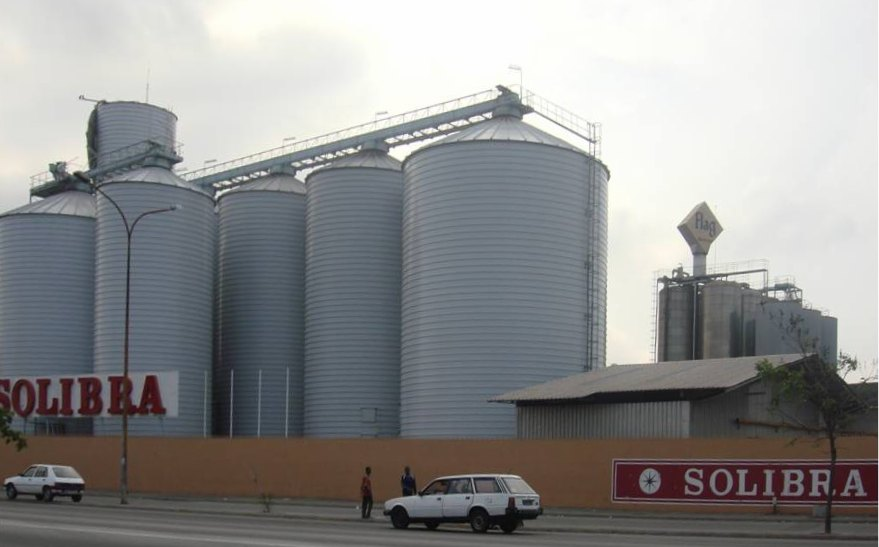
Brasserie Solibra à Abidjan

Bien que n'étant pas le pilier de l'économie ivoirienne, le secteur secondaire connaît, lui aussi, un essor spectaculaire grâce à l'industrie légère, notamment dans l'agroalimentaire avec l'installation de minoteries, d'huileries et de conserveries, et dans la transformation avec la mise en place de filatures et de scieries. Ainsi, entre 1960 et 1973, la production industrielle enregistre un taux de croissance annuelle moyen de 20 %, faisant passer sa part dans le PIB de 15 à 25 %. Le chiffre d'affaires de la grande et petite industrie passe alors, pour cette période, de 13,5 à 164 milliards de francs CFA, tandis que pour la période de 1973 à 1983, il est multiplié par 8,5, atteignant 1 170 milliards de francs CFA.
Cet essor économique modifie profondément le mode de vie des Ivoiriens, entraînant une accentuation de l'exode rural et la hausse du revenu annuel moyen par ménage qui atteint 500 000 francs CFA en 1980. Une forte demande de céréales « modernes » émerge alors en Côte d'Ivoire, notamment en ce qui concerne le maïs et le riz ; cette nouvelle demande étant, comme partout en Afrique, assimilée à une promotion sociale. Des efforts sont aussi enregistrés dans le domaine de l'éducation : en 1975, le taux de scolarisation pour l'instruction primaire était de 17,3 %, de 5,1 % pour l'instruction secondaire et de 0,5 % pour l'instruction supérieure ; en 1985, le taux d'alphabétisation était de 57,3 % pour les personnes âgées de plus de 15 ans.
Ces progrès, liés pour l'essentiel au domaine économique, font du pays d'Houphouët-Boigny, une réussite rare en matière de décolonisation, un îlot de prospérité dans la région du golfe de Guinée. La Côte d'Ivoire devient même un pays d'immigration pour la région : la forte main-d'œuvre étrangère (principalement burkinabé), nécessaire à la mise en œuvre et à l'entretien des plantations autochtones, représente dans les années 1980, plus du quart de la population ivoirienne.
Le « miracle ivoirien », comme on l'appelle, vaut à Houphouët-Boigny de gagner une image de « Sage de l'Afrique », tant à l'intérieur qu'à l'extérieur du pays. Il est, alors, surnommé respectueusement « le Vieux ».
Selon le chef de ses gardes du corps en 1975 et 1977, il estimait que la colonisation avait été très positive : « Nous africains, devrions bénir la colonisation jusqu'à la fin des temps car sans la venue de blancs, nous continuerions de nous entre-tuer entre village distant de 15 km et nous vendre aux négriers...et mis heureusement fin à la traite des esclaves organisée par les Arabes »,,. Il déclarera également au journaliste Serge Bromberger « À l'Indépendance, nous n'avons pas hérité des nations. On a parlé de balkanisation de l'Afrique mais il faut reconnaître que ce n'est pas le colonisateur qui l'a balkanisée. Bien au contraire, il a essayé de nous rassembler, car l'indépendance nous a surpris en plein tribalisme ».

### Impuissant face à la crise ivoirienne

#### Économie au bord de la banqueroute

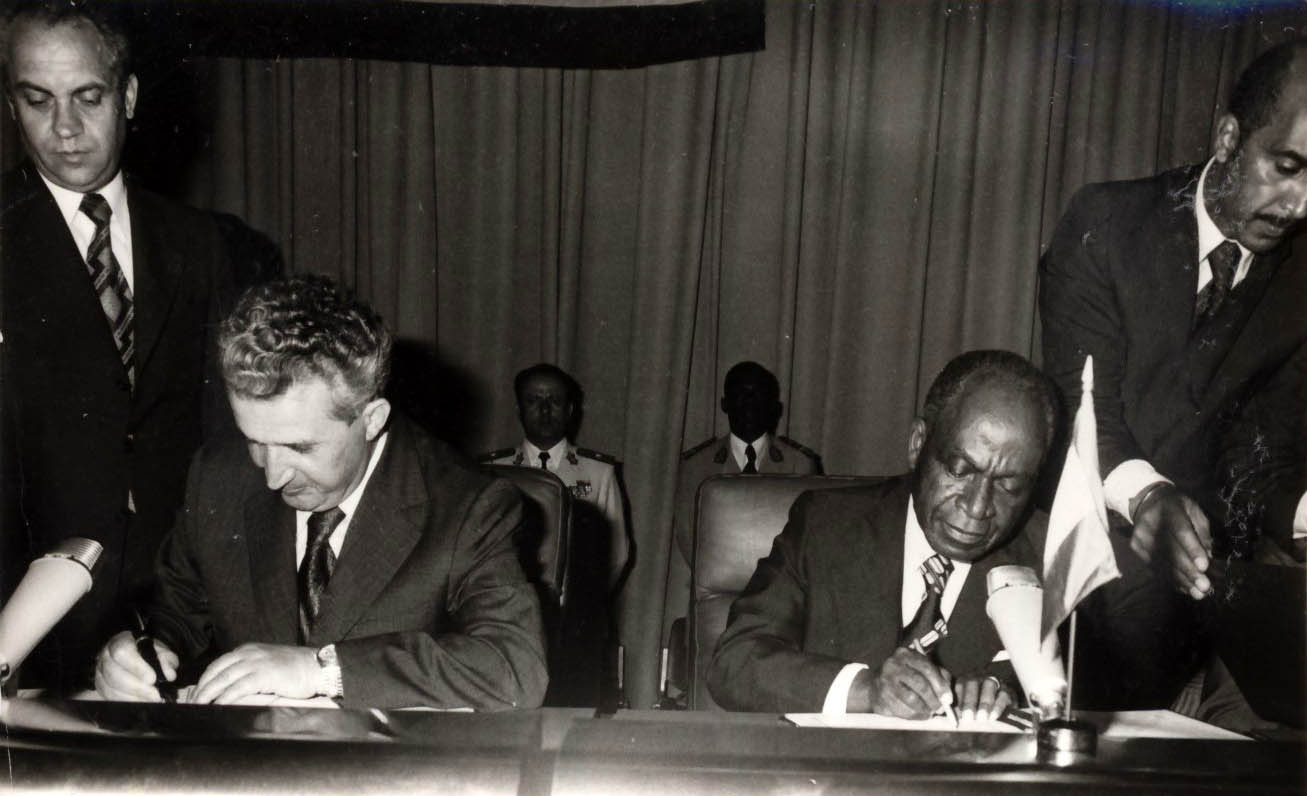
Félix Houphouët-Boigny et Nicolae Ceaușescu en 1977

Toutefois, le système économique instauré en coopération avec la France est loin d'être sans défaut. La Côte d'Ivoire d'Houphouët connaît, en fait, une « croissance sans développement ». La croissance ivoirienne dépend des capitaux, initiatives et cadres fournis de l'étranger ; elle n'est donc pas autocentrée et auto-entretenue mais engendrée et entretenue de l'extérieur. Le modèle ivoirien ne débouche pas automatiquement sur du développement.
À partir de 1978, l'économie ivoirienne connaît un sérieux ralentissement du fait de la chute brutale des cours mondiaux du café et du cacao. Cette chute est cependant perçue comme une conjoncture passagère puisque ses impacts sur les planteurs sont atténués par la Caistab qui leur assure un revenu décent. Dès 1979, afin d'enrayer la chute des prix, l'État tente de s'opposer à la tarification des matières premières par un boycott des cours mondiaux. Mais, appliquant seule cette résolution, la Côte d'Ivoire enregistre, entre 1980 et 1982, plus de 700 milliards de francs CFA de perte. Par ailleurs, la Côte d'Ivoire est victime, en 1983 et 1984, d'une sécheresse qui ravage près de 400 000 hectares de forêt et 250 000 hectares de café et de cacao. Pour faire face à cette situation, Houphouët-Boigny se rend en 1983, à Londres, pour négocier un accord sur le café et le cacao avec les négociants et les industriels ; mais, l'année suivante, ces derniers le rompent et laissent la Côte d'Ivoire s'engouffrer dans la crise.
Même la production de pétrole off-shore et l'industrie pétrochimique ivoiriennes développées dans le but d'alimenter la Caistab, sont touchées par la récession économique mondiale à la suite du contre-choc pétrolier de 1986. L'État, qui achète alors les récoltes des planteurs au double des prix pratiqués sur le marché, s'endette lourdement. En mai 1987, la dette extérieure atteint 10 milliards de dollars, obligeant Houphouët-Boigny à suspendre unilatéralement les remboursements de la dette. Refusant de brader son cacao, il gèle en juillet les exportations afin de forcer les cours mondiaux à augmenter. Mais, cet « embargo » échoue. En novembre 1989, il se résigne à liquider son énorme stock de cacao aux grands négoces. Gravement malade, il nomme un Premier ministre (poste inoccupé depuis 1960), Alassane Ouattara, qui instaure des mesures d'austérité.

#### Apparition de tensions sociales
Du temps de la croissance économique, un climat général d'enrichissement et de satisfaction permettait à Houphouët-Boigny de maintenir et de maîtriser les tensions politiques intérieures ; sa dictature débonnaire, où les prisonniers politiques sont quasi inexistants, est relativement bien acceptée par la population. Mais, à la fin des années 1980, la crise économique entraîne une sévère dégradation des conditions de vie des classes moyennes et des populations urbaines défavorisées ; selon la banque mondiale, la population vivant en deçà du seuil de pauvreté passe de 11 % en 1985 à 31 % en 1993. Malgré la prise de certaines mesures telles que la réduction du nombre de coopérants français qui passe de 3000 à 2000 en 1986, libérant ainsi mille postes pour de jeunes diplômés ivoiriens, le gouvernement ne parvient pas à endiguer la montée du chômage et la faillite de nombreuses entreprises.
De fortes agitations sociales secouent alors le pays, créant un véritable climat d'insécurité. L'armée se mutine en 1990 et 1992, et le 2 mars 1990 des manifestations contestataires sont organisées dans les rues d'Abidjan avec des slogans, jusque-là inédits, tels que « Houphouët voleur » et « Houphouët corrompu ». Ces manifestations populaires obligent le président à lancer une démocratisation du régime aboutissant, le 31 mai, à l'autorisation du pluralisme politique et syndical. Lors de l'élection présidentielle du 28 octobre 1990, le « vieux » est confronté, pour la première fois, à un adversaire, Laurent Gbagbo. Cela ne l'empêche pas, pour autant, d'être réélu pour un septième mandat avec 81,68 % des suffrages, au grand dam de son opposant du FPI qui, dénonçant une manipulation du Code de la nationalité, réclame la différenciation nette entre nationaux et étrangers émigrés, dans la mesure où ces derniers disposent pratiquement des mêmes droits civiques, politiques et sociaux que ces premiers, et offrent quasi automatiquement leurs suffrages à leur protecteur : Houphouët-Boigny. Gbagbo va même plus loin, en revendiquant une reconnaissance juridique des droits des nationaux sur la terre, remettant en cause les propriétés acquises, depuis des décennies, par les planteurs burkinabés dans l'Ouest et le Sud-Ouest forestier.
Les tensions vont atteindre leurs paroxysmes en 1991 et 1992. Lassé de devoir supporter une nouvelle manifestation étudiante, Houphouët-Boigny, qui avait déjà déclaré « Entre l'injustice et le désordre, je préfère l'injustice », envoie dans la nuit du 17 au 18 mai 1991, ses para-commandos occuper le campus de la cité universitaire de Yopougon. De nombreuses exactions y sont perpétrées par l'armée. Devant ces violences restées impunies, la Fédération estudiantine et scolaire de Côte d'Ivoire organise à Abidjan, le 13 février 1992, une manifestation qui se termine par l'interpellation d'une centaine de personnes. Le 18, c'est au tour du FPI d'organiser à Abidjan, une manifestation qui dégénère en émeute, avec l'arrestation de 300 personnes dont Laurent Gbagbo et René Dégni-Ségui, président de la Ligue ivoirienne des droits de l'homme. Les deux hommes, condamnés le 6 mars à deux ans de prison ferme, sont amnistiés par Houphouët-Boigny le 24 juillet.

#### Fastes du régime

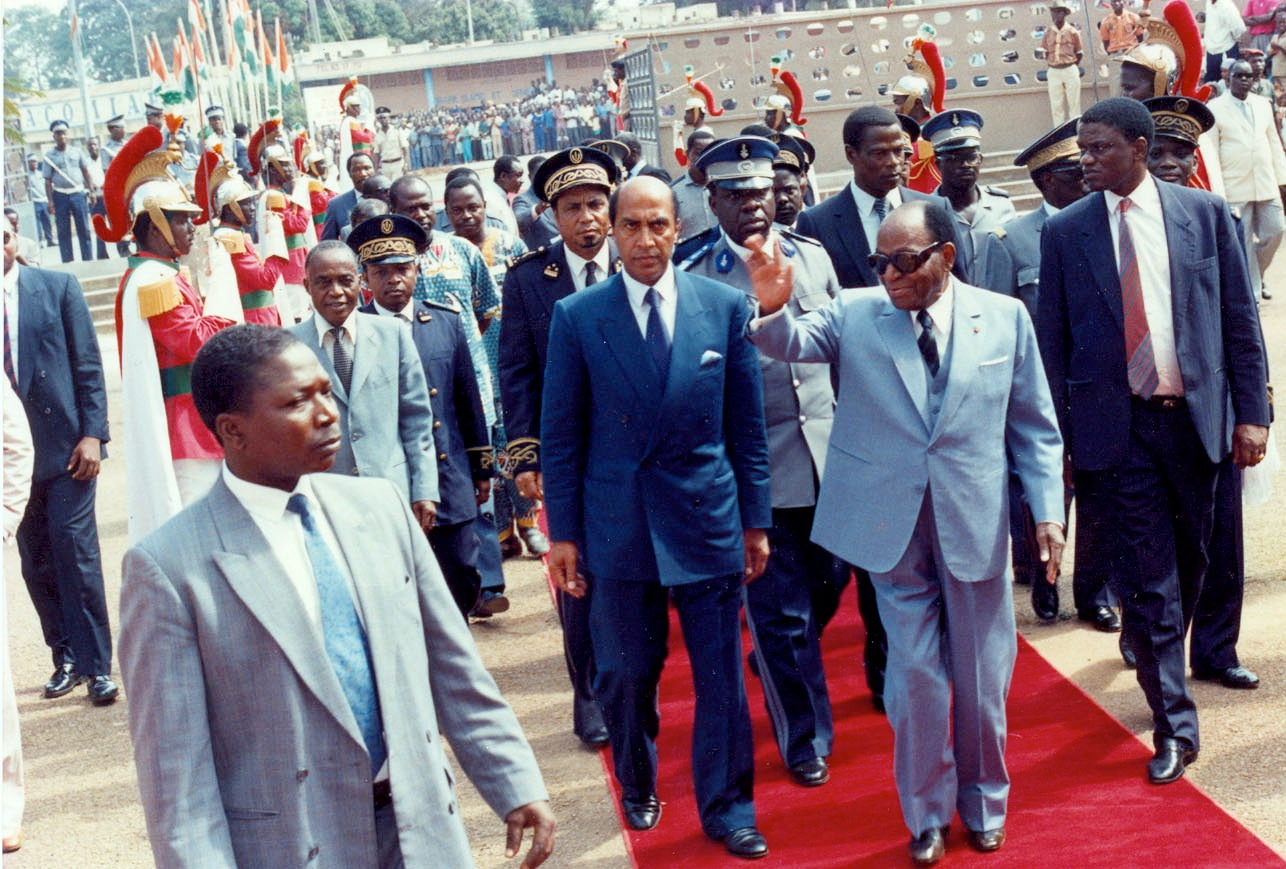
Félix Houphouët-Boigny, avec l'ambassadeur Georges Ouégnin lors d'une cérémonie officielle, dans les années 1990.

À partir de 1977, une affaire de malversation, au sujet de la « surfacturation » de trois sucreries, ébranle le gouvernement. Aucun procès n'a lieu mais des mesures sont immédiatement prises. Le 23 juin 1977 une loi anti-corruption est adoptée, le 20 juillet 1977 neuf ministres sont limogés, et, en vue de moraliser la vie publique, Houphouët-Boigny fait don à l'État de ses plantations de Yamoussoukro. Lors des élections législatives de 1980, il permet aux électeurs de choisir parmi une multitude de candidats afin d'éliminer un certain nombre de barons du régime.
La corruption n'en est pas pour autant endiguée. Elle se fait même de plus en plus visible lors de la crise économique. En 1983, un nouveau scandale financier secoue la classe dirigeante au sujet de la LOGEMAD, un organisme d'État chargé de reverser à des particuliers les loyers des logements occupés par des fonctionnaires ; lors de cette affaire, il s'avère que cet organisme profite essentiellement aux responsables politiques qui, après avoir fixé des baux administratifs, récupèrent l'argent versé par l'État par le biais de logements leur appartenant.
Le président est, lui-même, impliqué dans cette affaire puisque sa famille touche, de cette manière, 6 700 000 Francs CFA par mois de l'État. D'ailleurs, durant sa présidence, il profite très largement des richesses de la Côte d'Ivoire puisqu'à sa mort en 1993, sa fortune personnelle est estimée entre sept et onze milliards de dollars. Au sujet de cette colossale fortune, il déclare en 1983 :
« Les gens s'étonnent que j'aime l'or. C'est parce que je suis né dedans »
Ainsi, le dirigeant ivoirien acquit une dizaine de propriétés en région parisienne (dont l'hôtel de Masseran dans le 7e arrondissement de Paris, rue Masseran, avec un parc de 8 590 m2), une propriété à Castel Gandolfo en Italie, et une maison à Chêne-Bourg en Suisse. Dans ce pays, il détient également des sociétés immobilières telles que SI Grand Air, SI Picallpoc ou Interfalco, et de nombreuses actions dans des bijouteries et horlogeries prestigieuses comme Piaget et Harry Winston. C'est aussi en Suisse qu'est placée sa gigantesque fortune dont il ne cache pas l'existence, bien au contraire :
« Quel est l'homme sérieux dans le monde qui ne place pas une partie de ses biens en Suisse. »
Outre cette corruption endémique et cette immense fortune, Houphouët s'adonne à des dépenses somptuaires. En 1983, la capitale est transférée dans son village natal à Yamoussoukro, officiellement pour soulager Abidjan. Il y construit, aux frais de l'État, de nombreux édifices jugés démesurés par certains à l'époque, tels qu'un Institut Polytechnique, fréquenté par des étudiants de toute l'Afrique de l'Ouest, ou bien un aéroport international.
Le plus pharaonique projet est la basilique Notre-Dame-de-la-Paix, de béton et d'acier, employant le plan classique de Saint-Pierre du Vatican, plus grand lieu de culte chrétien au monde. Financée sur ses fonds personnels, elle est réalisée entre 1985 et 1989 par le Libanais Pierre Fakhoury et la société française Dumez pour un coût total de 1 à 1,5 milliard de francs français. Il l'offre au pape Jean-Paul II qui la consacre le 10 septembre 1990.
Le déploiement d'un tel faste, alors même que l'économie nationale s'effondre, n'a pas l'effet escompté par Houphouët, sinon alimenter le mécontentement de la population.

#### Succession et après-Houphouët
Cette crise économique, sociale et politique englobe également le problème de sa succession à la tête de la Côte d'Ivoire. Depuis l'élimination en 1980 de son « dauphin » Philippe Yacé, qui était président de l'Assemblée nationale et donc « de plein droit président de la République » en cas de vacance du pouvoir, Houphouët-Boigny retarde autant qu'il peut la nomination officielle de son successeur. Sa santé, de plus en plus fragile, attise les convoitises entre ses différents « héritiers » potentiels qui se mènent, entre eux, une véritable guerre. Finalement, le Premier ministre Alassane Ouattara, qui assure l'essentiel du pouvoir depuis 1990 du fait des hospitalisations répétées du président à l'étranger, est écarté au profit de son protégé Henri Konan Bédié, président de l'Assemblée nationale. En décembre 1993, en phase terminale d'un cancer, le « vieux » est ramené d'urgence dans son pays afin qu'il y meure. Il est maintenu en vie artificiellement pour que les dernières dispositions soient mises au point concernant sa succession. En accord avec la famille, Félix Houphouët-Boigny est débranché le 7 décembre. Le président, âgé de 88 ans, meurt ainsi après 33 ans passés au pouvoir.
À la mort du Président, l'unité du pays, symbolisée par ses obsèques grandioses et consensuelles le 7 février 1994, est toujours maintenue. Une importante délégation française y assiste, composée de son ami le président François Mitterrand, du Premier ministre Édouard Balladur, des présidents de l'Assemblée nationale et du Sénat, Philippe Séguin et René Monory, de Valéry Giscard d'Estaing, de Jacques Chirac, de son ami Jacques Foccart et de six anciens Premiers ministres.
La couverture médiatique de cette mort est importante. Jean-Karim Fall est le premier à annoncer la mort du président ivoirien .
Pour commémorer sa mort, le 7 décembre 1993, deux rues ont pris le nom de 7 décembre à Abidjan. Le boulevard du Sept-Décembre, à Koumassi, et son prolongement, la rue du Sept-Décembre à Marcory Zone 4.
Après sa mort, la Côte d'Ivoire est dirigée par Henri Konan Bédié mais ce dernier n'a ni sa carrure, ni son charisme. Il suscite par des rivalités personnelles avec Robert Guéï, Laurent Gbagbo et l'ancien Premier ministre Alassane Ouattara, la mise en place en 1995 du concept d'ivoirité. La « nation » ivoirienne prônée par Houphouët a ainsi évolué avec ses successeurs en un avatar xénophobe à l'origine du conflit politico-militaire ouvert en 2002.

## Politique africaine «particulière»

### Fossoyeur de l'AOF
Jusqu'au milieu des années 1950, les colonies françaises d'Afrique subsaharienne étaient regroupées administrativement au sein de deux grands ensembles : l'Afrique-Équatoriale française (AEF) et l'Afrique-Occidentale française (AOF). Rattachée à l'AOF, la Côte d'Ivoire finance, à elle seule, les deux tiers de son budget. Souhaitant libérer la Côte d'Ivoire de la « pesante » tutelle de l'AOF, Houphouët-Boigny prône une Afrique des patries qui préfèrerait créer des richesses plutôt que de partager la misère avec les autres territoires. Il participe ainsi activement à la rédaction et à l'adoption de la loi-cadre Defferre qui, en plus de donner l'autonomie aux colonies africaines, relâche les liens unissant les différents territoires et accorde de très larges compétences aux Assemblées locales.
Cette loi-cadre est loin de faire l'unanimité parmi ses compatriotes africains. Le dirigeant sénégalais, Léopold Sédar Senghor, est le premier à s'insurger contre ces projets de « balkanisation » de l'Afrique, arguant que les territoires coloniaux « ne correspondent à aucune réalité : ni géographique, ni économique, ni ethnique, ni linguistique ». Pour lui, le maintien de l'AOF en un État fédéral leur permettrait de pouvoir détenir une crédibilité politique plus forte, de se développer de manière harmonieuse, et d'émerger culturellement en tant que véritable peuple. Sur ces points de vue, Senghor est rejoint par la majorité des membres du RDA, regroupée derrière Ahmed Sékou Touré et Modibo Keïta qui mettent Houphouët en minorité lors du congrès de Bamako en 1957.
Mais, le problème du fédéralisme se pose réellement en 1958, lors du référendum proposé par de Gaulle au sujet de la Communauté franco-africaine. Les colonies ont le choix d'acquérir le statut d'État membre à titre individuel, ou de le partager en se groupant. Pour Houphouët-Boigny, le choix est simple :
« Quoi qu'il advienne, la Côte d'Ivoire adhérera directement à la communauté franco-africaine. Pour les autres territoires, libre à eux de se grouper entre eux avant de donner leur propre adhésion. »
La Côte d'Ivoire accède à la souveraineté nationale. Houphouët-Boigny remporte, ainsi, une première victoire face aux tenants du fédéralisme ; victoire qui, d'ailleurs, est le terreau du futur « miracle ivoirien » puisque, entre 1957 et 1959, les recettes du budget ivoirien progressent de 158 %, atteignant 21 723 000 000 francs CFA. Malgré cette « réussite », Houphouët-Boigny est bien décidé à enrayer définitivement l'hégémonie du Sénégal en Afrique de l'Ouest ; un véritable affrontement politique s'engage entre les dirigeants ivoirien et sénégalais. Houphouët-Boigny refuse de participer à la conférence interafricaine de Dakar du 31 décembre 1958 qui doit poser les bases de la fédération des États d'Afrique francophone. Il sabote même toute combinaison territoriale dont le contrôle politique lui échapperait; en coopération avec la France, il parvient à convaincre la Haute-Volta, le Dahomey et le Niger de ne pas adhérer à la fédération malienne qui, composée du Sénégal et du Soudan français, finit par éclater en août 1960.

### Vision de l'unité africaine
À l'instar de Charles de Gaulle qui refusa toujours une Europe intégrée, Houphouët-Boigny s'oppose à l'idée d'États-Unis d'Afrique proposée par Kwame Nkrumah qui remet en cause les souverainetés nationales récemment acquises. Toutefois, le dirigeant n'est pas contre l'unité africaine qu'il conçoit sous la forme d'une coopération au cas par cas.
Le 29 mai 1959, il crée en coopération avec Hamani Diori (Niger), Maurice Yaméogo (Haute-Volta) et Hubert Maga (Dahomey - actuel Bénin), le conseil de l'Entente. Cette organisation régionale, fondée dans le but d'entraver la fédération malienne, est très souple et assure trois fonctions majeures :
- Elle permet la gestion commune de certains services publics tels que le port d'Abidjan institué en établissement public ou la ligne de chemin de fer Abidjan-Niger[100].
- Elle garantit un fonds de solidarité entre les pays membres, alimenté à plus de 90 % par la Côte d'Ivoire[100].
- Elle assure le financement de divers projets de développement au moyen de prêts consentis aux États membres à des faibles taux d'intérêts, prêts alimentés à 70 % par la Côte d'Ivoire[101].

Houphouët-Boigny prévoit même, en 1966, d'accorder la double nationalité aux ressortissants des pays du conseil de l'Entente, mais le projet est abandonné sous la pression de la rue. Le président ivoirien s'engage donc à soutenir financièrement ses alliés, en échange de leurs allégeances respectives à la Côte d'Ivoire.
Dans les années 1960, il est le seul chef d'État noir d'Afrique à entretenir des relations diplomatiques avec la dictature militaire brésilienne.
Ambitieux, le dirigeant ivoirien conçoit de plus grands desseins pour l'espace francophone d'Afrique ; il prétend le regrouper au sein d'une grande organisation dont le but serait de se soutenir mutuellement. Le projet se concrétise le 7 septembre 1961, lors de la signature de la charte donnant naissance à l'Union africaine et malgache (UAM), regroupant douze pays francophones dont le Sénégal de Senghor. Des accords sont signés et resserrent la solidarité des États francophones, notamment dans les domaines économique, militaire, et des postes et télécommunications. Mais en mai 1963, la création de l'Organisation de l'unité africaine (OUA) vient perturber ses plans : les tenants du panafricanisme exigent la dissolution de tous les regroupements régionaux dont l'UAM ; le président ivoirien cède à contrecœur, et transforme, en mars 1964, l'UAM en Organisation africaine et malgache de coopération économique et culturelle.
Considérant l'OUA comme une voie de garage, d'autant plus que Paris y est hostile, il décide de créer l'Organisation commune africaine et malgache (OCAM), une organisation purement francophone et concurrente à l'OUA, qui voit le jour en 1965. Ce bloc « modéré et modérateur » regroupe, en son sein, seize pays dont le but est de briser les velléités révolutionnaires en Afrique. Mais, au cours des années, estimant cette organisation trop inféodée à la France, huit pays membres quittent l'OCAM.
En 1974, Houphouët-Boigny et Senghor mettent de côté leurs querelles et s'unissent afin de contrecarrer les plans du Nigeria qui vise à s'imposer en Afrique de l'Ouest, au détriment de la Côte d'Ivoire et du Sénégal, par la création d'une grande organisation inter-linguistique, la CEDEAO. Les deux homologues créent, dans le but d'entraver le fonctionnement de la CEDEAO, la Communauté économique de l'Afrique de l'Ouest (CEAO) qui supplante les anciennes unions douanières dans la région francophone. Mais, ayant reçu l'assurance, de la part du Nigeria, que seraient maintenues les organisations francophones antérieures, les fondateurs de la CEAO décident de rejoindre la CEDEAO en mai 1975.

### Homme de la France en Afrique
Tout au long de sa présidence, Houphouët-Boigny s'entoure de conseillers français dont l'influence s'étend à tous les domaines, notamment politiques avec Guy Nairay, chef de cabinet du président de 1960 à 1993, et Alain Belkiri, secrétaire général du gouvernement ivoirien de 1958 à 1990. Cette diplomatie spécifique, la « Françafrique » comme il la nomme lui-même, lui permet de conserver des liens très privilégiés avec l'ancienne métropole, faisant de lui le principal allié de la France en Afrique. Ainsi, à chaque nouvelle « aventure » africaine où s'implique l'un des deux pays, ils s'apportent, mutuellement, un soutien inconditionnel ; Houphouët-Boigny nouera même, avec le « Monsieur Afrique » de l'Élysée, Jacques Foccart, de véritables liens d'amitié.

#### Déstabilisation des régimes révolutionnaires

Le président guinéen Ahmed Sékou Touré.

En octroyant l'indépendance à la Guinée par le « non » au référendum du 28 septembre 1958, Ahmed Sékou Touré a non seulement défié le général de Gaulle mais aussi le tenant du « oui » africain, Houphouët-Boigny. Il opère donc immédiatement une mise en quarantaine de Conakry et l'exclusion du Parti démocratique guinéen du RDA. Les tensions sont telles entre les deux hommes qu'il fomente en coopération avec le SDECE des complots contre le régime de Sékou Touré ; en janvier 1960, Houphouët-Boigny livre en masse des armes aux anciens rebelles de la région de Man, et incite, en 1965, ses homologues du conseil de l'Entente à prendre conjointement part à une tentative de renversement. En 1967, il suscite la création du Front national de libération de la Guinée (FNLG), véritable réserve d'hommes prêts à contribuer à la chute de Sékou Touré. S'il ne parvient jamais à le renverser, le dirigeant ivoirien ne lui pardonne cependant jamais son « non », et déclare même à son sujet en 1966 :
« Je suis d'accord avec Sékou Touré pour reconnaître avec lui mon crime : celui de l'avoir fait ce qu'il est »
Dès l'indépendance de la Guinée, ses rapports avec son voisin ghanéen Kwame Nkrumah se dégradent aussi considérablement après que ce dernier eut apporté un soutien financier et politique à Sékou Touré. Par ailleurs, convaincu que Nkrumah soutient les sécessionnistes Sanwi en Côte d'Ivoire, Houphouët-Boigny tente, par tous les moyens, d'isoler et de discréditer le régime ghanéen. Il accuse Nkrumah de vouloir déstabiliser son régime lors des faux complots de 1963, et appelle, en 1965, les États francophones à boycotter la conférence de l'OUA prévu à Accra en septembre. Finalement, Nkrumah est éliminé en 1966 par le coup d'État auquel le président ivoirien prend part en mettant son pays à la disposition des conspirateurs, qui s'en servent comme base de départ et d'arrivée à leurs missions.
Toujours en collaboration avec Foccart, Houphouët-Boigny participe aux complots menés contre le régime révolutionnaire de Mathieu Kérékou au Dahomey, notamment lors de la tentative de putsch du 16 janvier 1977 dirigé par le mercenaire français Bob Denard. Il agit aussi en Angola où, afin de lutter contre les marxistes-léninistes installés au pouvoir depuis 1975, il apporte son soutien à Jonas Savimbi de l'UNITA qui mène une véritable guerre civile meurtrière dans le pays.

#### Alignement sur la France
Houphouët-Boigny participe également à la crise congolaise. En novembre 1960 à l'ONU, afin de soustraire le Congo-Léopoldville de l'influence de Patrice Lumumba, accusé de sympathies communistes, le dirigeant ivoirien apporte son soutien au président Joseph Kasa-Vubu, adversaire déclaré de Lumumba ; puis, s'alignant sur la France, au très controversé Moïse Tshombe. Ce dernier, désavoué par une grande partie de l'Afrique, se voit ainsi défendu avec ardeur par Houphouët-Boigny qui le fait même intégrer, en mai 1965, dans sa toute nouvelle organisation, l'OCAM. Son appui à Tshombe est tel, qu'après le renversement de celui-ci en novembre 1965 par le général Mobutu, le président ivoirien soutient en 1967, le plan Kerilis proposé par les services secrets français qui vise à ramener au pouvoir le dirigeant congolais déchu. L'opération est un échec. En réaction, Houphouët-Boigny décide de boycotter la réunion du 4e sommet annuel de l'OUA tenu en septembre 1967 dans la capitale zaïroise.
Houphouët-Boigny est aussi un des protagonistes du conflit biafrais. Jugeant le Nigeria comme potentiellement dangereux pour les États du « pré carré français », Jacques Foccart envoie en 1963, à Houphouët-Boigny, le lieutenant-colonel Raymond Bichelot en mission pour suivre de près l'évolution politique de ce pays. L'occasion d'affaiblir le géant anglophone se présente en mai 1967, lorsque le lieutenant-colonel Odumegwu Emeka Ojukwu entreprend la sécession du Biafra. Les hommes de la françafrique soutiennent alors les sécessionnistes qui, en passe d'être matés, peuvent, grâce aux mercenaires et armes fournis en masse depuis Abidjan par Jean Mauricheau-Beaupré (l'« homme de confiance » détaché par Foccart en Côte d'Ivoire), résister et engager une guerre civile particulièrement meurtrière. Vers la fin des années 1960, les États du « pré carré français » se désolidarisent subitement et ouvertement de la politique menée, dans cette affaire, par la Côte d'Ivoire et la France. Isolés sur la scène internationale, les deux pays décident d'interrompre leur assistance à Ojukwu qui finit par s'exiler en Côte d'Ivoire.
À la demande de Paris, Houphouët-Boigny noue des relations avec l'Afrique du Sud en octobre 1970, justifiant son attitude par le fait que :
« Les problèmes de la discrimination raciale, si douloureux, si affligeants, si révoltants qu'ils soient pour notre dignité de Nègres, ne doivent pas se régler, à notre avis, par la force. »
Il propose même à l'OUA, en juin 1971, de le suivre dans cette décision. Mais, loin de faire l'unanimité, sa proposition est rejetée. Ce refus ne l'empêche pas, pour autant, de poursuivre ses tentatives d'approche avec le régime de Pretoria qui se concrétisent en octobre de la même année par une rencontre semi-officielle, dans la capitale sud-africaine, d'une délégation ivoirienne de haut rang avec le Premier ministre sud-africain John Vorster. Houphouët-Boigny reçoit John Vorster en présence du président sénégalais Léopold Sédar Senghor à Yamoussoukro en septembre 1974. Par ailleurs, soucieux de l'influence communiste en Afrique, il rencontre lui-même Vorster à Genève en 1977, après les interventions soviéto-cubaines en Angola et en Éthiopie. Jusqu'à la fin sa présidence, les relations avec l'Afrique du Sud se poursuivent de façon plus officielle puisque le 25 octobre 1988, une rencontre est organisée à Yamoussoukro entre Houphouët-Boigny et le président Pieter Botha puis, l'an suivant, avec son successeur Frederik de Klerk.
Il participe secrètement au trafic d'armes à destination du régime ségrégationniste sud-africain au moment où celui-ci est engagé dans un conflit en Angola.

#### Soutien réciproque
Si Houphouët-Boigny s'aligne le plus souvent sur la politique menée par la France, le président ivoirien influence également la France dans sa politique africaine.
Après la prise de pouvoir au Burkina Faso par le jeune militaire révolutionnaire Thomas Sankara, le « vieux » noue, très rapidement, une relation des plus houleuses avec son voisin. Les tensions atteignent leur paroxysme en 1985 : la Côte d'Ivoire accuse les autorités burkinabès d'être impliquées dans une tentative de complot et d'enrôler de force de jeunes étudiants ivoiriens au Faso, dans des camps d'entraînement en Libye. Houphouët-Boigny réagit en invitant le capitaine dissident Jean-Claude Kamboulé à se réfugier en Côte d'Ivoire afin qu'il organise l'opposition au régime sankariste. En 1987, Sankara trouve la mort au cours du putsch qui le renverse. L'implication de Houphouët-Boigny est probable. Le président ivoirien aurait profité des dissensions de l'organe dirigeant le Burkina Faso, pour prendre contact avec Blaise Compaoré, le no 2 du régime. Ensemble, ils auraient organisé en 1987 à Korhogo, conjointement avec l'Élysée, Laurent Dona Fologo, Robert Guéï et Pierre Ouédraogo, le renversement de Thomas Sankara,,.
Houphouët-Boigny pousse également la France, lors de la guerre civile libérienne, à soutenir et à armer la rébellion du seigneur de la guerre Charles Taylor, dans le but d'accaparer une partie des richesses du Liberia.

## Vie privée et familiale

### Famille Houphouët

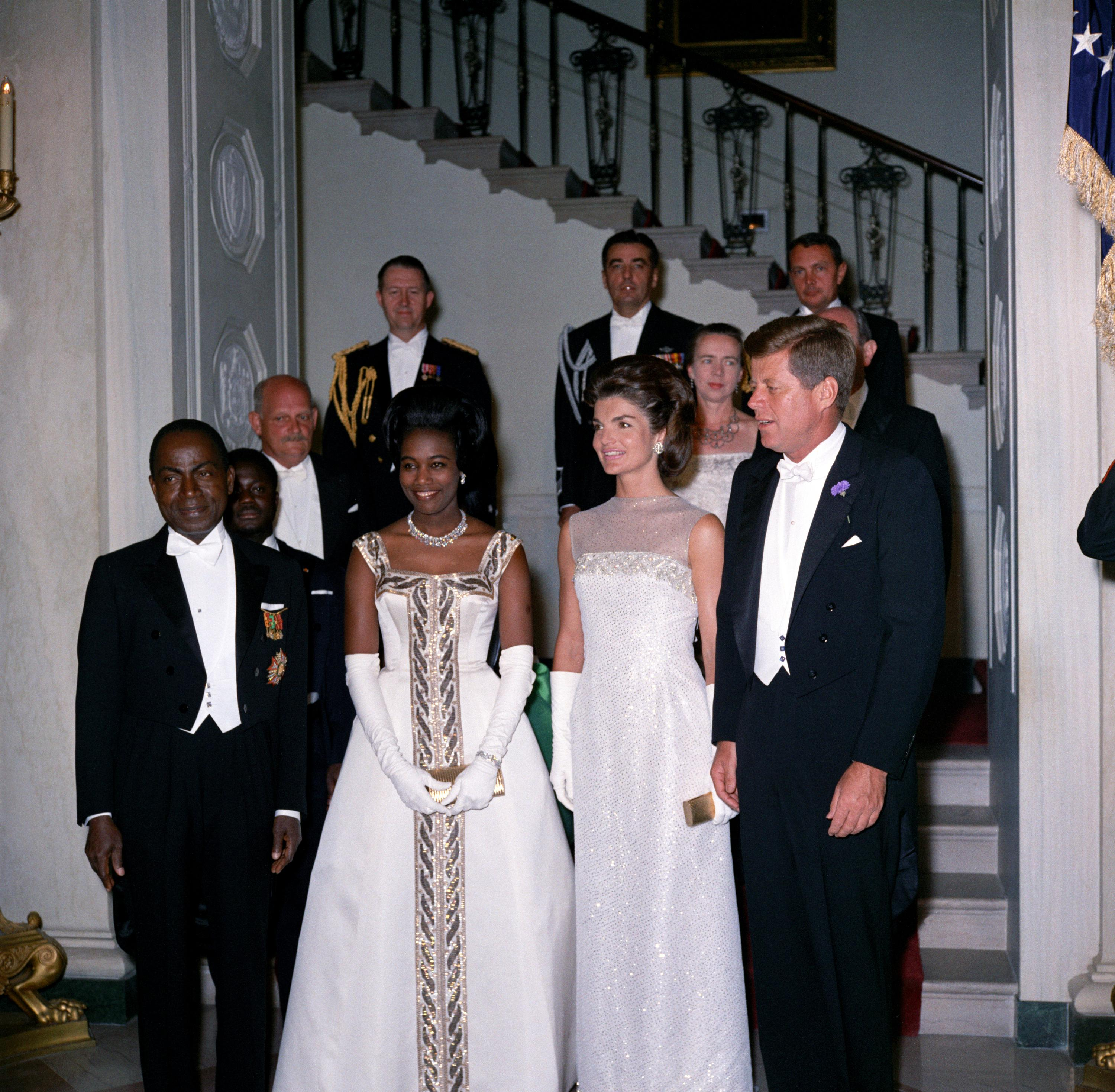
Félix Houphouët-Boigny et son épouse Marie-Thérèse Houphouët-Boigny avec John F. Kennedy et Jackie Kennedy en 1962

Félix Houphouët-Boigny descend d'aristocrates polythéistes akouè par sa mère, Kimou N'Dri (dite N'Dri Kan), décédée en 1936. En revanche, en ce qui concerne les origines de son père, des doutes subsistent. En effet, officiellement originaire de la communauté N'Zipri de Didiévi, N'Doli Houphouët serait décédé peu de temps après la naissance d'Augustin, bien qu'aucune information fiable n'ait jamais été donnée à son sujet ; Félix Houphouët-Boigny interrogé, rétorque d'ailleurs : « Que voulez-vous donc savoir de l'étranger ? ». Ce manque de clarté donne lieu à toute sorte de rumeurs dont une, particulièrement répandue, veut que son père soit un musulman originaire du Soudan, prénommé Cissé. En tout cas, cette union a donné à Félix Houphouët-Boigny deux sœurs aînées, Faitai décédée en 1998 et Adjoua décédée en 1987 ainsi qu'un frère cadet, Augustin décédé en 1939.
Bien que catholique pratiquant, il épouse en 1930 à Abengourou, une métisse ivoiro-sénégalaise, Kady, de son vrai nom Khadija Racine Sow (1913-2006) avec qui il a eu cinq enfants dont Houphouët Félix Junior, Houphouët Augustin, Houphouët François, Houphouët Guillaume, Houphouët Marie, fille d'un riche commerçant sénégalais Ali Racine Sow de confession musulmane et d'une mère baoulé d'origine princière. Les deux familles respectives opposées à cette union (il se dit d'ailleurs que le père de Khadija aurait tenté d'attenter à la vie de son futur beau-fils pour l'empêcher d'épouser sa fille), finissent toutefois par accepter ce mariage mixte qui est, dit-on, le premier jamais célébré en Côte d'Ivoire. De cette alliance naissent cinq enfants : Félix (décédé en bas âge), Augustin, François, Guillaume et Marie, tous élevés dans la foi catholique.
Finalement, Houphouët divorce et se remarie en 1952 à la jeune catholique baoulé Marie-Thérèse Brou avec qui il n'a eu aucun enfant mais avec laquelle il en adopte deux :
- Hélène en 1960[148], née en 1955[148] et petite-fille du roi des Baoulé Anoungbré[141]
- Olivier Antoine en 1981[148].

Le mariage connaît des scandales : en 1958, son épouse commet une escapade en Italie tandis que lui collectionne les maîtresses. Il a ainsi, en 1961, un enfant hors-mariage avec Henriette Duvignac qu'il reconnaît : Florence (décédée en 2007).
À sa mort en 1993, Félix Houphouët-Boigny ne laisse aucun testament écrit sinon un legs verbal en faveur de l'État ivoirien. Ses héritiers reconnus, et tout particulièrement Hélène, mènent depuis, un combat contre l'État ivoirien afin de récupérer une partie de l'immense fortune d'Houphouët qu'elle affirme être une succession « privée » devenue « d'État ».

### Entourage en politique
Parmi ses amis et artisans de la décolonisation on compte Auguste Denise, Ernest Boka, Modibo Keïta, le Général de Gaulle, Mathieu Ekra, Germain Coffi Gadeau, Philippe Yacé, Arsène Usher Assouan...
Son amitié avec Victor Capri Djédjé, se détériore lors de l'inauguration du Port autonome d'Abidjan en 1951.
Vers 1970, arrivent sur la scène politique ivoirienne et internationale ses jeunes protégés dont il a financé pour certains l'instruction : Denis Bra Kanon, Gustave Kouassi Ouffoué, Alphonse Djédjé Mady, Henri Konan Bédié, Auguste Debray, Djéni Kobina... Sur le plan international, il est en contact privilégié avec de nombreux hommes politiques français parmi lesquels Jacques Chirac qu'il compte parmi ses jeunes protégés. Au Gabon Omar Bongo est également son jeune protégé.
Dans le contexte de la Guerre froide, Houphouët-Boigny établit entre 1967 et 1969, d'éphémères relations diplomatiques avec l'URSS. Ces relations ne sont rétablies qu'en février 1986. Quant à la Chine, ce n'est que le 3 mars 1983, qu'il établit des rapports diplomatiques avec la république populaire de Chine et qu'il la reconnaît être l'unique gouvernement légal représentant le peuple chinois tout entier ; il cesse alors ses relations avec Taïwan,

### Prix Félix Houphouët-Boigny pour la recherche de la paix
Afin de laisser à la postérité l'image d'un homme de paix, il crée en 1989 un prix pour la recherche de la paix parrainé par l'Unesco,,, entièrement subventionné par des fonds extrabudgétaires apportés par la Fondation Félix-Houphouët-Boigny. Ce prix qui porte « le nom du Président Félix Houphouët-Boigny, doyen des chefs d'État africains, apôtre infatigable de la paix, de la concorde, de la fraternité et du dialogue pour résoudre tout conflit à l'intérieur comme à l'extérieur des États », est attribué chaque année par un Jury international, composé de onze personnalités originaires des cinq continents, qui décerne un chèque de 122 000 euros.

## Détail des mandats et fonctions

### En France
- Député à l'Assemblée nationale pour la Côte d'Ivoire[Quand ?]
- Ministre délégué à la présidence du Conseil du gouvernement Guy Mollet (du 1er février 1956 au 13 juin 1957)
- Ministre d'État du gouvernement Maurice Bourgès-Maunoury (du 13 juin au 6 novembre 1957)
- Ministre de la Santé publique et de la Population du gouvernement Félix Gaillard (du 6 novembre 1957 au 14 mai 1958)
- Ministre d'État du gouvernement Pierre Pflimlin (du 14 au 17 mai 1958)
- Ministre d'État du gouvernement Charles de Gaulle (3) (du 1er juin 1958 au 8 janvier 1959)
- Ministre d'État du gouvernement Michel Debré (du 8 janvier au 20 mai 1959)
- Ministre conseiller du gouvernement Michel Debré (du 23 juillet 1959 au 19 mai 1961)

### En Côte d'Ivoire
- Président de l'Assemblée nationale (24 mars 1953 au 30 novembre 1959)
- Maire d'Abidjan (de 1956-1960)
- Premier ministre (du 1er mai 1959 au 3 novembre 1960)
- Ministre de l'Intérieur (du 8 septembre 1959 au 3 janvier 1961)
- Président de la République, ministre des Affaires étrangères (du 3 janvier 1961 au 10 septembre 1963)
- Président de la République, ministre de la Défense, ministre de l'Intérieur, ministre de l'Agriculture (du 10 septembre 1963 au 21 janvier 1966)
- Président de la République, ministre de l'Économie et des Finances, ministre de la Défense, ministre de l'Agriculture (du 21 janvier 1966 au 23 septembre 1968)
- Président de la République (du 23 septembre 1968 au 5 janvier 1970)
- Président de la République (du 5 janvier 1970 au 8 juin 1971)
- Président de la République, ministre de l'Éducation nationale (du 8 juin 1971 au 1er décembre 1971)
- Président de la République (dans les différents autres gouvernements du 1er décembre 1971 au 7 décembre 1993)

## Décorations étrangères
- Grand-croix de l'ordre national du Dahomey ( Dahomey) (1963)[158]
- Grand-croix de la Légion d'honneur ( France)
- Chevalier grand-croix au grand cordon de l'ordre du Mérite de la République italienne ( Italie)
- Grand-croix de l'ordre du Mérite civil ( Espagne)
- Chevalier grand-croix de l'ordre de Saint-Michel et Saint-Georges ( Royaume-Uni)
- Grand-cordon de l'ordre de l'Indépendance ( Tunisie)

## Distinctions
- Docteur honoris causa de l'université Cheikh-Anta-Diop (1973)[159]

## Ouvrage
- Mes premiers combats, Numéro 1, 1994  (ISBN 978-2863916131)